# È non è
È non è è un singolo del cantautore italiano Niccolò Fabi, pubblicato nel 2003 come unico estratto dal quinto album in studio La cura del tempo.

## Descrizione
Pur non avendo la forza del tormentone di altri brani precedenti dell'autore, come Capelli o Lasciarsi un giorno a Roma, È non è è il singolo di maggior successo di Fabi, riuscendo a scalare la classifica di vendita ed arrivare fino alla posizione numero 13 della Top Singoli.

## Tracce
1. È non è – 4:44
2. Agua – 4:36
3. È non è (Instrumental) – 4:44

## Cover
Il brano è stato reinterpretato da Laura Pausini nel 2006, ma non è stato incluso nel suo album di cover Io canto; è stato reso invece disponibile solo per chi ha ordinato l'album in anteprima da iTunes.